# ワエル・アルアイディ
ワエル・アルアイディ（アラビア語: وائل العايدي、1971年12月8日 - ）は、エジプトの元男子バレーボール選手。カイロ出身。ポジションはリベロ。エジプト代表。

## 来歴
リベロ制の導入以降、エジプト国内で最も経験豊富で優れた選手と見なされ、2000年以降のエジプト代表を支えてきたベテランのリベロ。2002年世界選手権、2003年ワールドカップ出場後、2004年から6年間はナショナルチームの全ての試合に出場し、2005年アフリカ選手権では22年ぶりとなる優勝に貢献するとともにベストレシーバー賞を受賞。2005年ワールドグランドチャンピオンズカップ、2006年世界選手権、2007年ワールドカップを経て、2008年北京オリンピックに初出場を果たした。
2009年アフリカ選手権ではエジプトの3連覇に貢献し、37歳でベストリベロ賞を受賞。2大会連続アフリカ王者として2009年ワールドグランドチャンピオンズカップに出場した。ナショナルチーム、クラブチームの大会で20以上の賞を受賞し、所属するアル・アハリではアフリカクラブ選手権（アフリカンカップ）7回、リーグ優勝8回、カップ優勝9回を飾っている。

## 球歴
- オリンピック - 2008年（11位）
- 世界選手権 - 2002年（19位）、2006年（21位）
- ワールドカップ - 2003年（12位）、2007年（10位）
- ワールドリーグ - 2006年、2007年、2008年（13位）、2010年（14位）
- ワールドグランドチャンピオンズカップ - 2005年（5位）、2009年（6位）
- アフリカ選手権 - 2005年、2007年、2009年（優勝）

## 所属クラブ
- アル・アハリSC